# 卡沃蒂茨
卡沃蒂茨（德語：Cavertitz）是德国萨克森州的市镇，隶属于北萨克森县。总面积为69.16平方千米，截至2023年12月31日总人口为2,153人。